# ناحیه اولاد رشاش
ناحیه اولاد رشاش (به عربی: دائرة أولاد رشاش) یک ناحیه در الجزایر است که در استان خنشله واقع شده‌است. ناحیه اولاد رشاش ۶۵۶ کیلومتر مربع مساحت و ۵۲٬۹۹۳ نفر جمعیت دارد.